# Noah Steere
Noah Steere (ur. w 1970 lub 1972 r.) – amerykański kulturysta, były żołnierz.

## Życiorys
Urodził się w stanie Vermont. Od najmłodszych lat wyróżniał się wzrostem oraz zamiłowaniem do sportu. Jego pasją były ćwiczenia fizyczne na siłowni.
Nim rozpoczął naukę w Champlain College w Vermoncie jesienią 1989 roku, dołączył do Gwardii Narodowej Stanów Zjednoczonych. W obozie dla rekrutów przeszedł przez wyczerpujące treningi siłowe. Gdy był już studentem, rozpętała się I wojna w Zatoce Perskiej. Steere porzucił naukę i wstąpił do sił zbrojnych USA. Jako członek United States Army, przypisany został do 101 Dywizji Powietrznodesantowej. Wysłano go na wojnę w charakterze spadochroniarza. Walczył podczas misji toczonych w Iraku.
Po powrocie z Zatoki Perskiej kontynuował służbę wojskową. Przeprowadzał operację militarną na terenie Panamy. Po kilku latach przyznano mu stopień sierżanta. W tym czasie zajmował się uprawianiem sportów siłowych. W 1999 roku wziął udział w rozgrywkach kulturystycznych stoczonych pomiędzy członkami armii amerykańskiej. Steere startował w kategorii wagowej superciężkiej i udało mu się zdobyć złoty medal. Jurorzy uznali go za najbardziej muskularnego i najbardziej symetrycznie zbudowanego kulturystę w szeregach armii. Sukcesy odnosił w trakcie innych wojskowych zawodów kulturystycznych, organizowanych w różnych miastach. Dzięki tym wyczynom zakwalifikował się do mistrzostw ogólnokrajowych.
W 2001 wziął udział w Mistrzostwach Stanów Zjednoczonych w kulturystyce, zorganizowanych przez federację NPC. W tych samych zawodach startował też rok później. Jego występy kulturystyczne oraz przygotowania do nich zostały sfilmowane i wydane na dyskach DVD.
Znany jest z olbrzymich proporcji oraz wielkiej masy ciała. Ma 199 cm wzrostu. Jego waga, w zależności od sezonu (sezon zmagań sportowych, off-season), waha się pomiędzy 140 a 160 kg. Obwód bicepsa Steere'a wynosi 66 cm. Media nazywały go "największym samcem alfa", "najpotężniejszym kulturystą na świecie".
Zamieszkiwał Sanford w Karolinie Północnej. Rezyduje w Fayetteville, gdzie zlokalizowana jest jego firma, Steeres Nutrition, stanowiąca sklep z odżywkami sportowymi. W przeszłości współpracował z World Wrestling Entertainment, Inc. (WWE), spółką działającą w sferze wrestlingu.